# Bahnhof Stuttgart Flughafen/Messe
Der Bahnhof Stuttgart Flughafen/Messe ist eine Station im Netz der S-Bahn Stuttgart. In unmittelbaren Nähe befindet sich auch der sich im Bau befindliche Stuttgart Flughafen Fernbahnhof, der 2026 eröffnet werden soll.

## Lage und Aufbau
Obwohl der Bahnhof in der offiziellen Bezeichnung den Namen Stuttgarts trägt, befindet er sich nicht im Stadtkreis, sondern auf Echterdinger Gemarkung. Er ist Teil des Flughafentunnels.
Der Mittelbahnsteig des Bahnhofs liegt unterhalb der Terminalgebäude 1, 2 und 3, etwa 20 m unter dem Gelände. Der Bahnsteig war zur Inbetriebnahme 210 m lang und wurde im Rahmen der Bauarbeiten für das Terminal 3 um 2002 verlängert. Die beiden 96 cm hohen Bahnsteigkanten sind seitdem (Stand: 2021) für Zuglängen bis 251 m geeignet.
An den Bahnsteigbereich schließt sich westlich ein rund 450 m langer Tunnelabschnitt an. Östlich folgt eine rund 400 m lange Abstell- und Wendeanlage, an die sich der Streckenabschnitt nach Filderstadt anschließt. Im Westkopf des Bahnhofs verbinden vier Weichen die beiden Streckengleise. Die Gradiente fällt im Bahnsteigbereich mit 1,67 Promille nach Osten ab. Westlich des Bahnsteigs steigt die Strecke, nach einem kurzen ebenerdigen Abschnitt, mit bis zu 29 Promille an, östlich fällt sie zur Abstell- und Wendeanlage hin mit zunächst 20 Promille ab.
Einfahrten von Stuttgart sind aufgrund mangelndem Durchrutschweg nur mit 30 km/h möglich, wenn parallel eine Einfahrt aus Filderstadt erfolgt. Im Rahmen des Digitalen Knotens Stuttgarts und der dabei vorgesehenen Einführung von ETCS soll diese Einschränkung zukünftig reduziert werden. Die Inbetriebnahme von ETCS ist für April 2027 geplant.

## Verkehrsaufkommen
An Werktagen wurden 2011 durchschnittlich rund 11.000 Fahrgäste pro Tag gezählt. Bei einer Erhebung im Jahr 2008 waren rund 5.000 Einsteiger und rund 5.500 Aussteiger gezählt worden.
Eine Zählung ermittelte für das Jahr 2010 eine Querschnittsbelastung von 14.600 Fahrgästen auf dem Abschnitt Richtung Echterdingen. Für den Abschnitt Richtung Filderstadt wurden 8.300 Reisende angegeben. Eine Unterscheidung zwischen Ein- und Aussteigern sowie Durchfahrern trifft die Quelle nicht.
Laut Angaben der Flughafengesellschaft von 2013 seien nach Eröffnung der Station 16 Prozent der Flugreisenden per Bahn angereist. Inzwischen läge der Anteil bei 23 Prozent. Nach der Inbetriebnahme von Stuttgart 21 solle dieser Anteil auf 40 Prozent steigen.
Eine 2013 vorgelegte Verkehrsprognose erwartet für das Jahr 2025 täglich 25.200 von und nach Westen in die Station ein- und ausfahrende Fahrgäste (Querschnittsbelastung). 14.900 werden östlich der Station erwartet. Auf dem Abschnitt zwischen Flughafen und Filderstadt wird mit einem Rückgang um 200, auf 8.100 Reisende, gerechnet. Die S-Bahn-Verlängerung nach Neuhausen ist darin nicht berücksichtigt.

## Geschichte
Bei den Entwürfen zur Errichtung eines S-Bahn-Systems für den Großraum Stuttgart in den 1960er Jahren berücksichtigten die Verkehrsplaner auch die Filderebene. Die Bahnstrecke von Stuttgart-Rohr nach Neuhausen auf den Fildern, auf der die Deutsche Bundesbahn den Personenverkehr 1955 eingestellt hatten, sollte für den künftigen S-Bahn-Betrieb ausgebaut werden und somit einen Anschluss an den Stuttgarter Flughafen ermöglichen. Den Flughafen besser an das öffentliche Nahverkehrsnetz anzuschließen stand aber zu damaliger Zeit nicht im Vordergrund und hatte keine Dringlichkeit.
Die Herstellung einer S-Bahn-Linie zum Flughafen war Gegenstand des 3. Ausführungsvertrages zur S-Bahn Stuttgart, der 1978 geschlossen wurde.
Erst 1984 begann der zweigleisige Ausbau und die Elektrifizierung der Bahnstrecke Stuttgart-Rohr–Echterdingen. Für den Anschluss des Flughafens entstand ab Echterdingen eine völlig neue Trasse. Aufgrund des Platzmangels am Flughafen kam nur ein unterirdischer Bahnhof in Frage. Der Wettbewerb um die Gestaltung des Bahnhofs wurde vom Büro Gerkan, Marg und Partner gewonnen.
Dieser wurde zeitgleich mit dem im April 1992 eröffneten Terminal 1 errichtet. Das Planfeststellungsverfahren des Streckenabschnitts mit dem Bahnhof wurde nach einem Jahr im September 1986 abgeschlossen. Am 10. Oktober 1986 vollzogen Ministerpräsident Lothar Späth, der Stuttgarter Oberbürgermeister Manfred Rommel und weitere den ersten Spatenstich. Vorrangig wurde zunächst ein 130 m langer Abschnitt des Bahnsteigbereichs in 18 Monaten hergestellt, damit darauf Teile des neuen Terminals gegründet werden konnten. Bis Ende 1989 wurde der zunächst 1,1 km lange Flughafentunnel im Rohbau errichtet. Durch die intensiven Tunnelarbeiten verzögerte sich die vorgesehene Fertigstellung der Trasse und des Bahnhofs um mehrere Jahre, sodass die S-Bahnlinie S2 ab Mai 1989 vorerst in Oberaichen endete.
Die Kosten der Flughafenstation werden mit 109,4 Millionen DM beziffert. Davon wurden 106,9 Millionen DM aus S-Bahn-Mitteln und die übrigen 2,5 Millionen DM von der Deutschen Bundesbahn getragen.
Am 2. März 1993 begann der Probebetrieb. Am 18. April 1993 fand die feierliche Einweihung des Bahnhofs Stuttgart Flughafen statt. Der Ostkopf des Tunnels war in der Bauphase bereits für die Fortsetzung der unterirdischen Strecke vorbereitet worden. 2001 verwirklichte die Deutsche Bahn AG diese Option und eröffnete den neuen Streckenabschnitt bis Filderstadt-Bernhausen.
Aufgrund unzureichenden Brandschutzes verfügte das Eisenbahn-Bundesamt mit Wirkung am 27. September 2001, dass zu jeder Zeit nur ein Zug im Bahnhof sein dürfe. Der bis dahin vorhandene einzige Zugang sei nicht ausreichend gewesen, um zwei Langzüge der Baureihe 420 mit jeweils 2300 Personen (9 Personen je Quadratmeter) innerhalb von 15 Minuten evakuieren zu können. Daraufhin wurde eines der beiden Gleise betrieblich gesperrt. Durch die Eröffnung eines weiteren Zugangs, am Terminal 3, konnte diese Einschränkung später wieder aufgehoben werden. Um den notwendigen Platz zu schaffen, wurde das bestehende Relaisstellwerk durch ein kompaktes Elektronisches Stellwerk ersetzt, das 2002 in Betrieb genommen wurde. Dieses steuert den Streckenabschnitt zwischen Oberaichen und Filderstadt.
Zugunsten des 2007 eröffneten Messegeländes, das einen neuen Publikumsmagneten auf den Fildern darstellt und im Einzugsgebiet des Bahnhofs liegt, erfolgte 2008 die Umbenennung des Bahnhofs in Stuttgart Flughafen/Messe.
Im Dezember 2021 genehmigte das Eisenbahn-Bundesamt eine brandschutztechnische Ertüchtigung der Station. Dazu zählen unter anderem Entrauchungskanäle, die Einhausung von Treppenhäusern sowie Arbeiten an Brandmeldeanlage und Sicherheitsbeleuchtung.

### Planungen im Rahmen von Stuttgart 21

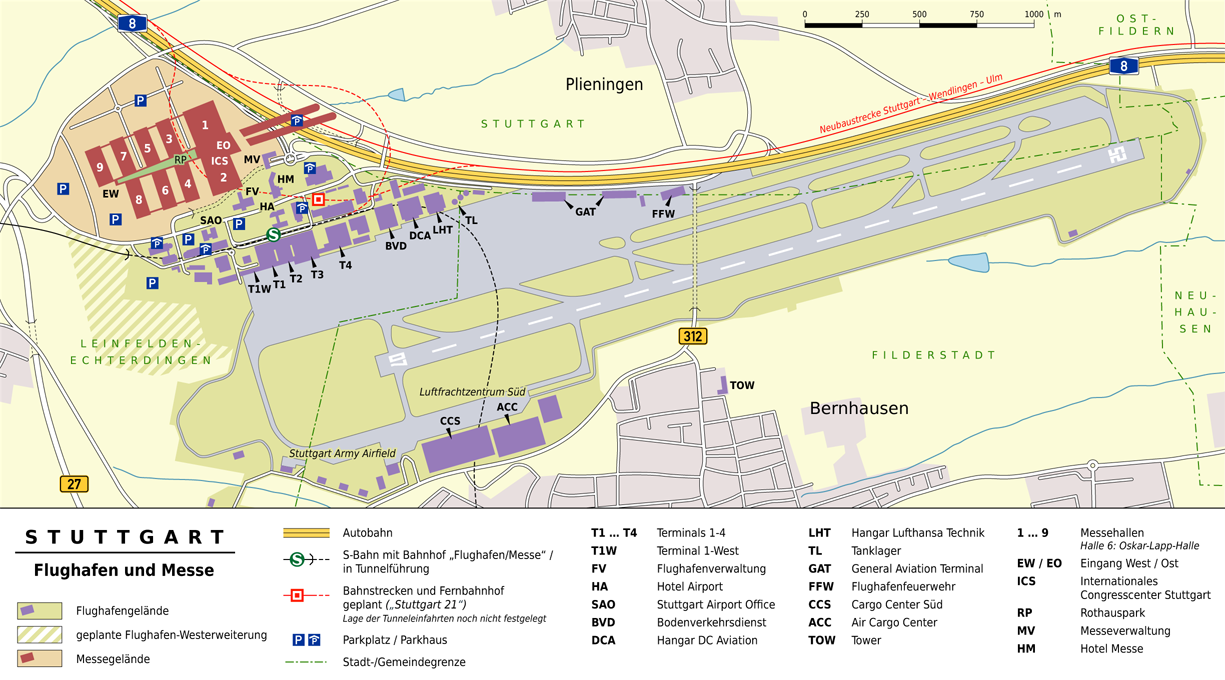
Lage des Bahnhofs zwischen Flughafen und Messe und Verlauf der geplanten Anbindung des Flughafentunnels an die Schnellfahrstrecke Stuttgart–Wendlingen (Planungsstand um 2011)

Im Rahmen des Großprojekts Stuttgart 21 wurden im Bereich des Bahnhofs zwei Ausbauvarianten verfolgt: zunächst eine Mitnutzung des weiterhin zweigleisigen Bahnhofs durch Fern- und Regionalverkehrszüge, die jedoch zugunsten des Bau eines neuen Bahnhofs, Stuttgart Flughafen Fernbahnhof, aufgegeben wurde. Auch eine Ergänzung der zweigleisigen Station durch ein drittes Gleis wurde erwogen. Ab 2020 wurde mit dem Pfaffensteigtunnel eine gänzlich andere Alternativplanung verfolgt. Mit Einreichung des Planfeststellungsantrags dafür, im April 2024, wurde die vorige Planung (mit dreigleisigem Ausbau) verworfen.
In der verworfenen Planungen war vorgesehen, den weiterhin zweigleisigen Bahnhof auch von den auf der Gäubahn verkehrenden Fernverkehrszügen zu bedienen. Dafür waren auch die Rohrer Kurve und die Flughafenkurve, die den Ostkopf des Bahnhofs in einem Bogen von rund 180 Grad mit der Schnellfahrstrecke Stuttgart–Wendlingen (Richtung Stuttgart Hauptbahnhof) verbinden sollte, vorgesehen.

## Bahnbetrieb
Der Bahnhof wird durch die S-Bahn Stuttgart bedient. An Gleis 1 verkehren die S-Bahnen nach Filderstadt. Gleis 2 ist den S-Bahnen in Richtung Rohr zugeordnet. Die S-Bahnen der Linie S3 enden zumeist am Gleis 2. Den Reisenden stehen zwei Ausgänge mit Fahrtreppen zur Verfügung, die jeweils zu einem Zwischengeschoss führen. Über das westliche Zwischengeschoss gelangt man zum Terminal 1 und zum Messegelände. Vom östlichen Zwischengeschoss erreicht man das Terminal 3.
Der Bahnhof Flughafen/Messe ist der Preisklasse 4 zugeordnet (Stand: 2020).
| Linie                    | Strecke | Frequenz                  |
| ------------------------ | --- | ------------------------- |
| S 2                      | Schorndorf – Endersbach – Waiblingen – Fellbach – Nürnberger Straße – Bad Cannstatt – Hauptbahnhof – Stadtmitte – Schwabstraße – Vaihingen – Rohr – Flughafen/Messe – Filderstadt | 15-Minuten-Takt           |
| S 3                      | Backnang – Winnenden – Waiblingen – Fellbach – Bad Cannstatt – Hauptbahnhof – Vaihingen – Rohr – Flughafen/Messe                                                                  | Sonntags: 60-Minuten-Takt |
| Stand: 15. Dezember 2024 | |                           |

Auf einstimmigen Beschluss des VRS-Verkehrsausschusses vom 10. Februar 2021 wurde das Betriebskonzept ab dem Fahrplanwechsel im Dezember 2021 geändert. Zwischen Rohr, Flughafen und Filderstadt verkehrt die S2 werktags tagsüber viertelstündlich, die S3 wird nur noch in Tagesrandlage und am Wochenende zum Flughafen geführt und beginnt und endet ansonsten in Vaihingen. Mit Inbetriebnahme von Stuttgart 21, im Dezember 2025, soll dieses Konzept beibehalten werden.